# Cracul Crucii
Cracul Crucii este o arie protejată de interes național ce corespunde categoriei a IV-a IUCN (rezervație naturală de tip botanic) situată în județul Mehedinți, pe teritoriul administrativ al orașului Drobeta Turnu-Severin.

## Localizare
Aria naturală  se află în partea sud-vestică a județului Mehedinți  (în Podișul Getic, pe malul stâng al Dunării în Munții Almăjului și Locvei), pe teritoriul vestic al satului Gura Văii, lângă drumul național DN6 care leagă municipiul Drobeta Turnu-Severin de orașul Caransebeș.

## Descriere

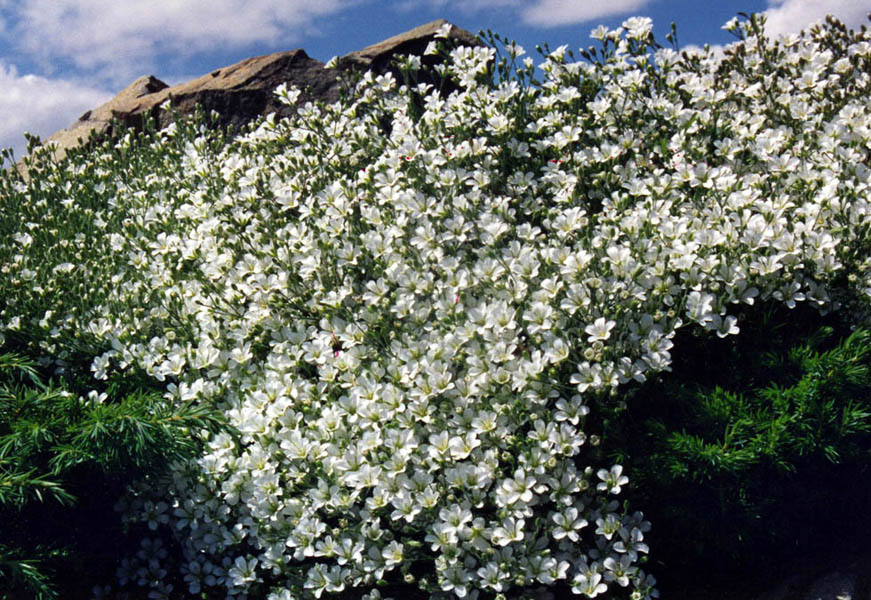
Mierluţă (Minuartia capillacea)

Rezervația naturală  a fost declarată arie protejată prin Legea Nr.5 din 6 martie 2000, publicată în Monitorul Oficial al României, Nr. 152 din 12 aprilie 2000 (privind aprobarea Planului de amenajare a teritoriului național - Secțiunea a III-a - zone protejate) și se întinde pe o suprafață de 2 hectare. 
Aria protejată este inclusă în Parcul Natural Porțile de Fier și reprezintă o zonă cu rol de protecție pentru mai multe specii floristice rare, printre care: mărarul Porților de Fier (Cachrys ferulacea), unghia ciutei (Ceterach officinarum), garofițe din speciile Dianthus banaticus și Dianthus variciorovensis, feriga cazanelor (Cheilanthes marantae) sau mierluță (Minuartia capillacea), unele aflate pe Lista roșie a IUCN.